# Charles Droulers
Pour les articles homonymes, voir Droulers.
 (décembre 2018).
Si vous disposez d'ouvrages ou d'articles de référence ou si vous connaissez des sites web de qualité traitant du thème abordé ici, merci de compléter l'article en donnant les références utiles à sa vérifiabilité et en les liant à la section « Notes et références ».
Charles Droulers, né à Roubaix le 29 mars 1872 et mort le 19 février 1945 à Chenoise, est un industriel et homme de lettres français.

## Biographie
Charles Henri Amédée Joseph Droulers est le fils de l'industriel Charles-Henri Droulers (1838-1899), président du tribunal de commerce de Roubaix, et de Joséphine Prouvost. Il dirige la distillerie familiale d'alcool .
Il épouse le 5 février 1902 à Paris Madeleine Thureau-Dangin (1878-1954), fille de l'académicien Paul Thureau-Dangin.
Docteur en droit, il est avocat à la cour d'appel de Paris de 1894 à 1898, et devient administrateur délégué des Mines de Potack (Galicie) et administrateur de la Société de peignage et de la Société des levures de grains.
Ami et collaborateur de l'abbé Lemire, il préside les « Jardins Populaires », fondés en 1906 . Administrateur de l'œuvre la « Ligue du coin de terre et du foyer », il en est le secrétaire rapporteur des congrès d'après-guerre .
Il est également président-fondateur de l'association « La Fraternelle des combattants roubaissiens » et président du Comité d'études familiales.
Il devient rédacteur parlementaire au Journal de Roubaix.
En 1914, il est sans succès candidat lors des élections législatives de la 7e circonscription de Lille, face au député sortant Jules Guesde .

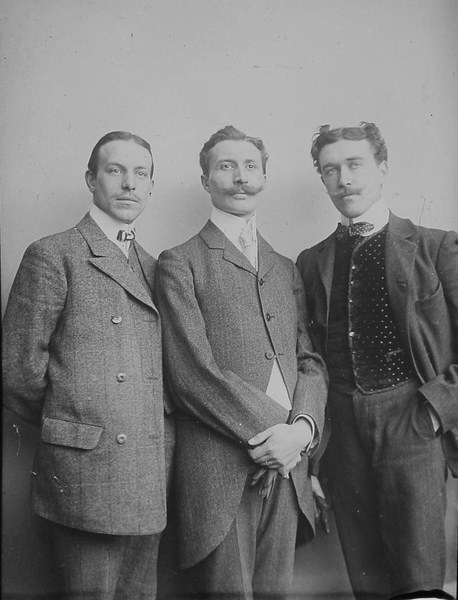
Les trois cousins Pierre-Amédée Lestienne, Charles Droulers et Amédée Prouvost.

Grand voyageur, se consacrant aux lettres et cousin germain d'Amédée Prouvost, il préside la section de Roubaix de la Société de géographie de Lille et publie divers études et recueils.
Il est lauréat du prix Marcelin Guérin (de l'Académie française) en 1929 .

## Œuvres
- Le marquis de Morès, 1858-1896, Paris Plon 1932
- Les Feux Errants
- Les Poètes de la Flandre française et l'Espagne (avec Léon Bocquet)
- Chemin faisant avec l'abbé Lemire, Paris : Libr. Marcel Rivière, 1929
- Madame Clément-Carpeaux, André Mabille de Poncheville, Paul Gsell, Maurice Goguet, Fernand Sabatté, Louis Mestre, Ernest Laut, Jean-Baptiste Carpeaux, Gustave Crauk, Dhouailly et Cie
- Choix de poésies - préface d'André Mabille de Poncheville, 1920
- Socialisme et colonisation. Une colonie socialiste au Paraguay : la Nouvelle Australie. Tremaux 1895
- Le désert, poème
- Les mansuétudes
- Les Rimes de Fer
- Feux Errants
- La cité de Pascal, 1928, prix Marcelin Guérin de l'Académie française en 1929